# 이준용 (가수)
이준용(李俊龍, 영어: LEE JUNYONG, 1995년 3월 1일 ~ )은 대한민국의 가수이자, 대한민국의 보이그룹 느와르의 메인보컬을 맡고 있다. , 대한민국의 보이 그룹 엔쿠스 출신 승용의 형이다.

## 텔레비전 프로그램

### 방송
| 연도            | 기간               | 방송사   | 제목                | 역할   | 장르 | 비고 |
| --------------- | ------------------ | -------- | ------------------- | ------ | ---- | ---- |
| 2019년 ~ 2020년 | 9월 29일 ~ 2월 9일 | SBS Plus | 《좋은친구들》      | 출연자 | 예능 | 출연 |
| 2021년          | 9월 17일 ~ 현재    | MBC      | 《극한데뷔 야생돌》 | 참가자 | 예능 | 출연 |